# آب قلیل
آب قلیل به آبی گفته می‌شود که حجم آن کم تر از آب کر باشد و در حال جوشش و حرکت نباشد.
از مثال‌های بارز آب قلیل می‌توان به آبی که درون یک آفتابه یا کوزه اشاره کرد.

## طریقه تطهیر شی متنجس با آب قلیل
اگر لباس یا فرش به وسیلهٔ ادرار نجس شود، با آب قلیل دو مرتبه شسته می‌شود. و لباسی که به وسیله خون نجس شده با آب قلیل یک دفعه شسته می‌شود تا پاک شود. در چیزهایی مانند لباس و فرش علاوه بر شستن، لازم است آن جسم فشار داده شود تا آب از آن خارج شود.
ظرفی اگر به آب دهان سگ متنجس شود، بعد از سه دفعه خاک مالی کردن با آب قلیل شسته می‌شود. و بعد از سه دفعه ظرف پاک می‌گردد.

## نجس شدن آب قلیل
آب قلیل به محض تماس پیدا کردن با نجاست، نجس می‌شود. مثلاً اگر قطره خونی در آن بیفتد تمام آن نجس می‌شود.
و هم چنین آب قلیل اگر روی چیز نجسی ریخته شود، نجس می‌شود. مگر این که آب قلیل از بالا به نجاستی که پایین است بریزد که در این صورت مقداری که با نجاست تماس پیدا کرده نجس می‌شود.

## کیفیت تطهیر آب قلیل متنجس
اگر آب قلیل نجس، به آب جاری یا به آب کر وصل شود، یا باران بر آن ببارد پاک می‌گردد. پس اگر ظرفی، پر از آب نجس باشد و آب جاری به آن متصل شود یا باران بر آن ببارد یا ظرف به گونه‌ای در آب کر پاک، فرو رود که آب تمام قسمت‌های آن‌را فرا گیرد؛ آب و ظرف هر دو پاک خواهند شد.